# Нікорник вусатий
Ніко́рник вуса́тий (Apalis binotata) — вид горобцеподібних птахів родини тамікових (Cisticolidae). Мешкає в Центральній Африці.

## Поширення і екологія
Ізольовані популяції вусатих нікорників мешкають в Анголі, Камеруні, ДР Конго, Екваторіальній Гвінеї, Танзанії, Габоні та Уганді. Вони живуть у сухих і вологих рівнинних тропічних лісах.